# 2020年夏季奥林匹克运动会转播商列表
2020年夏季奧林匹克運動會由世界各地的一些電子媒體進行電視轉播。與往年一樣，奧林匹克廣播服務公司（OBS）將向取得轉播權的當地電子媒體提供轉播訊號。 在大多數地區，2018年冬季奧運和2020年奧運會的轉播權被打包在一起，但一些廣播公司也獲得額外的權利。

## 概覽
在欧洲，这是自国际奥委会与探索通信签订的泛欧洲独家授权以来的第二次奥运会，这个协议将于2018年冬奥会开始生效。这个授权协议几乎涵盖了除法国外的所有欧洲国家，而包括俄罗斯在内，现在有的协议将在这次奥运会之后到期。探索通信将在各个地区针对无线电视进行授权。
在英国，这将是英国广播公司（BBC）最后一次拥有完整的转播，作为2022年和2024年奥运会分许可的条件，探索通信仍然独家拥有收费电视的转播权。
在美國，除原轉播方全國廣播公司（NBC）將繼續負責奧運會的有線電視轉播外，同樣屬於NBC環球集團的串流媒體孔雀也將負責從本次奧運會開始的現場轉播。
在中华人民共和国，中央广播电视总台（中国中央电视台）拥有中国内地及澳门的独家全媒体权利和分销权利。2020年12月，中国移动咪咕公司正式成为中央广播电视总台2020东京奥运会赛事转播顶级合作伙伴。用户可以通过中国移动旗下咪咕视频观看相应赛事的全部直播和点播内容。2021年5月，腾讯、快手与中央广播电视总台签署授权合作协议，获得2020东京奥运会与北京2022冬奥会视频点播及短视频权利。
在香港，由於奪得上屆奧運獨家轉播權的無綫電視（TVB）在上屆嚴重虧損而宣布放棄今屆轉播權，而香港有線電視則無意競逐。至於Now TV/ViuTV因為轉播權的費用達天文數字亦宣布放棄，成為香港轉播多屆奧運以來首次沒有免費電視台投得今屆奧運獨家轉播權。2021年5月11日，行政長官林鄭月娥宣佈，香港特別行政區政府斥資購入2020年夏季奧林匹克運動會的香港電視播映權，交由本地五间持有电视牌照的广播机构播放，但商營電視台須自行承擔電視節目製作費用，及播映政府要求的賽事，亦须要製作宣传东京奥运及推动香港体育发展的节目，以及提供奥运片段（例如每日精华）予特区政府，包括商务及经济发展局所属的香港電台播映，但香港電台不會參與奧運賽事的電視節目製作。

## 轉播商列表
Notes
1. ↑  拥有22个国家的转播权，授权给当地电视台
2. ↑  除了法国和俄罗斯。
3. ↑  只拥有库克群岛、斐济、基里巴斯、马绍尔群岛、密克罗尼西亚联邦、瑙鲁、纽埃、帕劳、萨摩亚、所罗门群岛、汤加、图瓦卢和瓦努阿图的转播权.
4. ↑  與全美廣播公司共同屬於NBC環球集團。

## 争议

### 騰訊東奧進場轉播争议
2021年7月23日，本无直播版权的騰訊視頻轉播東奧開幕式，畫面帶到中華台北代表團進場之際，瞬間切換成脫口秀演員龐博的節目，觀眾紛紛發送彈幕洗版怒罵，不料畫面再度切回開幕式時，陸方代表團已進場完畢，瞬間引爆大批中國大陸觀眾怒火。腾讯公司其后致歉称，“由于昨晚奥运开幕时多个网站均直播开幕式表演，腾讯也跟进了该时段节目直播，此系对点播版权超范围使用。当直播到20:43，我们收到版权方要求立即停止超范围使用，下线直播流。”